# Franco Bechis
Franco Bechis (Torino, 25 luglio 1962) è un giornalista e opinionista italiano, ex direttore di vari quotidiani e dal 2 gennaio 2023 direttore della testata on-line Open. Si firma anche con gli anagrammi Fosca Bincher o Chris Bonface.

## Biografia
Inizia la carriera come giornalista economico e dal 1990 è giornalista professionista. Inizia nelle radio e TV private di Torino. Dopo uno stage a Mondo Economico, settimanale de Il Sole 24 Ore, viene assunto a Il Sabato per la pagina economica; nel 1989 passa a Milano Finanza, sotto la direzione di Pierluigi Magnaschi. Dopo due anni ne è redattore capo. Trascorre qualche mese a la Repubblica, poi torna a Milano Finanza, di cui assume la vicedirezione nel 1994 e la direzione nel 1999.
Dal dicembre 2002 al 2006 è direttore responsabile del quotidiano Il Tempo. Dal 2006 al 2009 dirige Italia Oggi, mentre dall'agosto del 2009 al gennaio 2018 è vicedirettore di Libero.
Nel gennaio 2018 diventa direttore del Corriere dell'Umbria e delle sue edizioni toscane e laziali (Corriere di Arezzo, Corriere di Siena, Corriere di Viterbo, Corriere di Rieti e della Sabina). Il 19 novembre 2018 ritorna alla direzione di Il Tempo. Il 28 febbraio 2022 si dimette per andare a dirigere il nuovo quotidiano finanziario Verità e Affari, edito da La Verità S.r.l.
Dal 2 gennaio 2023 è direttore di Open, il giornale online fondato da Enrico Mentana.
Opinionista principalmente per Mediaset e LA7, è una presenza fissa della Maratona Mentana assieme a Tommaso Labate, Marco Damilano e Alessandro De Angelis.
È sposato con la giornalista Monica Mondo, figlia dell'editorialista de La Stampa Lorenzo Mondo, con la quale condivide tre figli: Francesco è giornalista de Il Messaggero.
È cugino di terzo grado di Primo Levi.

## Opere
- Franco Bechis e Sergio Rizzo, In nome della rosa: la storia gloriosa e tormentata, quasi una dynasty all'italiana, della casa editrice fondata da Arnoldo Mondadori: dai lontani inizi del 1907 alle ultime, burrascose vicende che hanno coinvolto eredi litigiosi, magnati della finanza e personaggi politici, Roma, Newton Compton, 1991, SBN RAV0175322.
- Onorevole l'arresto: 851 atti di accusa 447 parlamentari coinvolti, Roma, Newton Compton, 1994, ISBN 88-7983-392-8.
- RubeRai: quarant'anni di sprechi e scandali della TV di Stato, Palermo, Arbor, 1994, ISBN 88-86325-15-0.
- Franco Bechis e Monica Mondo, Le signore delle tangenti : per soldi o per amore: mogli, amanti e segretarie finite nello scandalo, Palermo, Arbor, 1994, ISBN 88-86325-05-3.